# Villafranca de la Sierra (kommunhuvudort)
Villafranca de la Sierra är en kommunhuvudort i Spanien.   Den ligger i provinsen Provincia de Ávila och regionen Kastilien och Leon, i den centrala delen av landet, 130 km väster om huvudstaden Madrid. Villafranca de la Sierra ligger 1 099 meter över havet och antalet invånare är 172.
Terrängen runt Villafranca de la Sierra är varierad. Villafranca de la Sierra ligger nere i en dal. Runt Villafranca de la Sierra är det mycket glesbefolkat, med 4 invånare per kvadratkilometer. Närmaste större samhälle är Santa María del Berrocal, 14,8 km väster om Villafranca de la Sierra. Trakten runt Villafranca de la Sierra består i huvudsak av gräsmarker.